# King of the Ring
King and Queen of the Ring (рус. «Король и королева ринга», ранее — King of the Ring, рус. «Король ринга») — это состязание в рестлинге, проводимое по олимпийской системе в WWE. Турнир организовывался регулярно с 1985 по 2002 год, с перерывами в 1990 и 1992 году. После 2002 года он стал проводиться реже, по особым случаям. В 1993-2002 году победитель состязания определялся на одноимённом PPV. В последующие годы — в рамках еженедельных ТВ-передач или на других крупных шоу компании.
После четырёхлетней паузы в 2006 году «Короля ринга» возвратили в качестве эксклюзивного шоу для SmackDown. Впоследствии турнир стал общим для всего основного ростера WWE. В 2021 году впервые было организовано аналогичное состязание для женщин — «Корона королевы» (англ. Queen's Crown). В 2024 году турнир получил название «Король и королева ринга».

## Схема проведения
В «Короле ринга» обычно участвуют 16 рестлеров, которых разбивают на пары по олимпийской системе. Они сражаются на выбывание в матчах один на один до тех пор, пока не выявится единственный победитель. Как правило, заключительные матчи (особенно финал) проводятся на PPV или специальных шоу. Победитель финала официально объявляется Королём ринга до проведения следующего состязания. Кроме боёв в рамках турнира на этих шоу периодически проводят другие поединки.

## Использование образа короля

Первый логотип турнира «Король ринга»

Оригинальный турнир «Короля ринга» был впервые проведён в 1985 году. Его победителем стал Дон Мурако.
Второй обладатель этого звания, Харли Рейс, отметился тем, что использовал победу в этом турнире как обоснование образа Короля Рестлинга. Поэтому после этого события он стал носить корону и мантию. Это послужило толчком для будущих противостояний с Рейсом, даже после коронации новых победителей в ежегодном турнире. В 1988 году Харли Рейс получил травму, и во время его отсутствия его менеджер Бобби Хинан короновал Хаку, дав ему имя Короля Хаку. Хотя во время этого сюжета выиграть вышеупомянутый турнир успели такие рестлеры, как Рэнди Сэвидж и Тед Дибиаси. В конце концов, Харли Рейс вернулся и сразу же начал враждовать с Королём Хаку, однако не смог вернуть себе право именоваться королём на Королевской Битве 1989 года. Затем, в мае 1989 года, Хаку проиграл корону Джиму Даггану. После него в сентябре 1989 года оригинальная корона перешла к Рэнди Сэвиджу. В 1991 году Мачомэн покинул федерацию и сложил с себя полномочия короля.
Некоторые рестлеры после победы в турнире использовали прозвище «Король» и прилагающиеся вместе с титулом регалии в качестве самостоятельных образов. Среди них были Рэнди Сэвидж (Король Мачо), Оуэн Харт (Король Хартов), Мэйбел (Король Мэйбел), Курт Энгл (Король Курт), Эдж (Король Эдж Великолепный), Букер Ти (Король Букер), Шеймус (Король Шеймус), Уэйд Барретт (Король Барретт), Бэрон Корбин (Король Корбин). Уильям Ригал стал победителем турнира во время выполнения обязанностей генерального менеджера Raw. После этого в нём начали проявляться признаки тирании и мании, что копировало образ Короля Лира из одноимённой пьесы. 
В добавление к коронации Короля женщины-менеджеры, сопровождавшие победителей турнира, стали именовать Королевами. Этот титул носили Невероятная Мула (вместе с Харли Рейсом), Сенсационная Шэрри (с Рэнди Сэвиджем) и Шармелл (с Букером Ти). C 2021 года данное звание разыгрывается в рамках отдельного состязания среди женщин. Первой Королевой ринга, выявленной посредством рестлинг-турнира, стала Зелина Вега.

## Даты и места проведения шоу

### Турнир «Король ринга»
| Год  | Место проведения                   | Арена                      | Победитель                 |
| ---- | ---------------------------------- | -------------------------- | -------------------------- |
| 1985 | Фоксборо, Массачусетс              | Стадион Салливан           | Дон Мурако                 |
| 1986 | Фоксборо, Массачусетс              | Стадион Салливан           | Харли Рейс                 |
| 1987 | Провиденс, Род-Айленд              | Провиденс Сивик Центр      | Рэнди Сэвидж               |
| 1988 | Провиденс, Род-Айленд              | Провиденс Сивик Центр      | Тед Дибиаси                |
| 1989 | Провиденс, Род-Айленд              | Провиденс Сивик Центр      | Тито Сантана               |
| 1991 | Провиденс, Род-Айленд              | Провиденс Сивик Центр      | Брет Харт                  |
| 1993 | Фэрборн, Огайо                     | Наттер Центр               | Брет Харт                  |
| 1994 | Балтимор, Мэриленд                 | Балтимор Арена             | Оуэн Харт                  |
| 1995 | Филадельфия, Пенсильвания          | Корстэйт Спектрум          | Мэйбел                     |
| 1996 | Милуоки, Висконсин                 | MECCA Арена                | «Ледяная глыба» Стив Остин |
| 1997 | Провиденс, Род-Айленд              | Провиденс Сивик Центр      | Хантер Херст Хелмсли       |
| 1998 | Питтсбург, Пенсильвания            | Сивик-арена                | Кен Шемрок                 |
| 1999 | Гринсборо, Северная Каролина       | Гринсборо Колиcеум         | Билли Ганн                 |
| 2000 | Бостон, Массачусетс                | Флит Центр                 | Курт Энгл                  |
| 2001 | Ист-Ратерфорд, Нью-Джерси          | Континентал Эйрлайнс Арена | Эдж                        |
| 2002 | Колумбус, Огайо                    | Нэшнуайд-арена             | Брок Леснар                |
| 2006 | Финикс, Аризона (финал)            | Америка Уэст Арена         | Букер Ти                   |
| 2008 | Гринвилл, Южная Каролина           | BI-LO Центр                | Уильям Ригал               |
| 2010 | Филадельфия, Пенсильвания          | Уэллс Фарго Центр          | Шеймус                     |
| 2015 | Молин, Иллинойс                    | iWireless Центр            | Уэйд Барретт               |
| 2019 | Ноксвилл, Теннесси (финал)         | Томпсон-бойлинг Арена      | Бэрон Корбин               |
| 2021 | Эр-Рияд, Саудовская Аравия (финал) | Арена им. Мохаммеда Абду   | Ксавье Вудс                |
| 2024 | Джидда, Саудовская Аравия          | Джидда Супердоум           | Гюнтер                     |
| 2025 | Джидда, Саудовская Аравия          | Джидда Супердоум           | Коди Роудс                 |

### Турнир «Королева ринга»
| Год  | Место проведения                   | Арена                    | Победитель    |
| ---- | ---------------------------------- | ------------------------ | ------------- |
| 2021 | Эр-Рияд, Саудовская Аравия (финал) | Арена им. Мохаммеда Абду | Зелина Вега   |
| 2024 | Джидда, Саудовская Аравия          | Джидда Супердоум         | Ная Джакс     |
| 2025 | Джидда, Саудовская Аравия          | Джидда Супердоум         | Джейд Каргилл |